# Dasylobus egaenoides
Dasylobus egaenoides is een hooiwagen uit de familie echte hooiwagens (Phalangiidae).